# ويليس فورتادو
ويليس ألفيس فورتادو (من مواليد 4 سبتمبر 1997) هو لاعب كرة قدم محترف يلعب كجناح في نادي جيرف النرويجي. ولد في فرنسا، ويمثل منتخب الرأس الأخضر لكرة القدم.

## مسيرته الكروية
قضى فرتادو حياته المهنية المبكرة في فرنسا واسكتلندا قبل أن ينتقل إلى نادي مصر في مصر. ظهر فورتادو لأول مرة مع مصر في الفوز 3-0 بالدوري المصري الممتاز على الإنتاج الحربي في 22 سبتمبر 2020.